# 魯塞市鎮
43°49′N 26°1′E / 43.817°N 26.017°E
魯塞市，是保加利亞的城鎮，位於該國中北部，由魯塞州負責管轄，首府設於魯塞，面積469.17平方公里，2009年人口175,210，人口密度每平方公里373.45人。